# Parlamentar do Senado dos Estados Unidos
O Parlamentar do Senado dos Estados Unidos é o conselheiro oficial do Senado dos Estados Unidos sobre a interpretação do Regimento Interno do Senado dos Estados Unidos e dos procedimentos parlamentares. A parlamentar titular Elizabeth MacDonough ocupa o cargo desde 2012, nomeada pelo então líder da maioria do Senado, Harry Reid.
Como o presidente do Senado pode não estar ciente da situação parlamentar que o Senado enfrenta no momento, um membro da equipe parlamentar senta-se na segunda posição da esquerda no estrado do Senado para aconselhar o presidente sobre como responder a perguntas e moções dos senadores. O papel da equipe parlamentar é consultivo, e o presidente ou o Senado podem anular o parecer do parlamentar. Na prática, isto é raro; o exemplo mais recente de um vice-presidente (como presidente do Senado) que anulou a decisão do parlamentar foi Nelson Rockefeller em 1975. Essa decisão foi extremamente controversa, a tal ponto que os líderes de ambos os partidos se reuniram imediatamente e concordaram que não queriam que esse precedente se mantivesse, então na semana seguinte o Senado alterou a regra em consideração por meio do procedimento padrão. O líder da maioria no Senado também pode demitir o parlamentar, como ocorreu em 2001 durante uma disputa entre o parlamentar Robert Dove e o líder da maioria Trent Lott.

## Visão geral
Um papel importante do parlamentar é decidir o que pode e o que não pode ser feito no processo de reconciliação orçamental do Senado, de acordo com as disposições da regra Byrd. Essas decisões são importantes porque permitem que certos projetos de lei sejam aprovados por maioria simples, em vez dos sessenta votos necessários para encerrar o debate e superar uma obstrução.
O escritório também encaminha projetos de lei para comissões apropriadas em nome do presidente do Senado e avalia os esforços do partido no poder para mudar as regras do Senado por meio de decisões do presidente. O parlamentar é nomeado e atua conforme a vontade do líder da maioria no Senado. Tradicionalmente, o parlamentar é escolhido entre os funcionários seniores do gabinete parlamentar, o que ajuda a garantir a consistência na aplicação das regras complexas do Senado. Os últimos três parlamentares serviram sob líderes republicanos e democratas do Senado.
O salário do parlamentar era de US$216 591,63 para o ano fiscal de 2024, que decorreu até setembro de 2024.

## Lista de parlamentares
Os seguintes indivíduos serviram como parlamentares do Senado:
| No. | Image | Parliamentarian      | Term         | Notes         |
| --- | ----- | -------------------- | ------------ | ------------- |
| 1   |       | Charles L. Watkins   | 1935–1964    | [ 9 ] [ 10 ]  |
| 2   |       | Floyd M. Riddick     | 1964–1974    |               |
| 3   |       | Murray Zweben        | 1974–1981    | [ 11 ]        |
| 4   |       | Robert Dove          | 1981–1987    |               |
| 5   |       | Alan Frumin          | 1987–1995    |               |
| 6   |       | Robert Dove          | 1995–2001    | [ 12 ]        |
| 7   |       | Alan Frumin          | 2001–2012    | [ 13 ]        |
| 8   |       | Elizabeth MacDonough | 2012–present | [ 14 ] [ 15 ] |

Houve apenas seis parlamentares no Senado desde que a função foi criada, com Dove e Frumin cumprindo dois mandatos não consecutivos cada. MacDonough é a única mulher a ocupar o cargo.